# Socjalistyczna Wspólnota Ludowa
Socjalistyczna Wspólnota Ludowa (niem. Sozialistische Volksgemeinschaft, Sovog) – partia polityczna o programie narodowo-socjalistycznym powstała w Kłajpedzie w 1933 roku w wyniku rozbicia w łonie ruchu nacjonalistycznego. 
Sovog wyłoniła się w 1933 z Chrześcijańsko-Socjalistycznej Wspólnoty Pracy na skutek konfliktu personalnego jej późniejszego przywódcy Ernsta Neumanna z dotychczasowym liderem Theodorem von Sassem. Różnice programowe dotyczyły m.in. taktyki wobec państwa litewskiego oraz bliskości relacji z władzami III Rzeszy. 
9 lipca 1933 doszło do zjednoczenia Sovog z CSA, nowe ugrupowanie przejęło nazwę partii von Sassa, jednak na jego czele stanął zaufany III Rzeszy Ernst Neumann. 